# Almida de Val
Almida de Val Winquist  (* 12. September 1997 in Göteborg) ist eine schwedische Curlerin. Derzeit spielt sie als Third im Team Wranå.

## Karriere
De Val spielte 2014 ihre erste Curling-Juniorenweltmeisterschaft als Alternate im Team von Isabella Wranå, kam jedoch nicht zum Einsatz. Das Turnier beendeten sie auf dem vierten Platz. Bei den Juniorenweltmeisterschaften 2017 spielte sie auf der Position des Second und wurde Weltmeisterin, 2018 in Aberdeen gewann sie die Bronzemedaille. 2019 konnte das Team mit Tova Sundberg als Skip die Medaille nicht verteidigen und landete auf Platz 6.
Zusammen mit Oskar Eriksson nahm sie bei der Curling-Mixed-Doubles-Weltmeisterschaft 2021 in Aberdeen teil und gewann nach einem verlorenen Halbfinale im Spiel um Platz 3 mit 7:4 gegen das kanadische Duo noch die Bronzemedaille.
Bei den Olympischen Winterspielen 2022 in Peking trat sie erneut zusammen mit Oskar Eriksson im Mixed-Doubles-Wettbewerb an. Die Round Robin beendeten sie als Vierte, scheiterten jedoch im Halbfinale mit 1:8 an Italien. Im Spiel um Platz 3 besiegten sie Großbritannien mit 9:3 und gewannen die Bronzemedaille.
Almida de Val hat einen Masterabschluss von der KTH Stockholm in Fach Mechatronik.